# Firn
Firn je djelomično zbijen zrnati snijeg, vrsta snijega koji je preostao iz prošlih godišnjih doba, te koji se ponovno kristalizira. Nastaje kao rezultat više procesa: tlačenja, zbijanja, topljenja i ponovnoga smrzavanja te sublimacije i depozicije. To je led koji je u prijelaznoj fazi između snijega i glacijalnog leda. Firn ima izgled mokrog šećera, ali ima tvrdoću koja ga čini izuzetno otpornim. Gustoća mu se uglavnom kreće od 0,4 g/cm³ do 0,83 g/cm³, i često se može naći na prednjoj strani ledenjaka.
Pahulje se sabijaju pod težinom prekrivajućeg snježnog pokrivača. Pojedinačni kristali u blizini tališta su polutečni i glatki, što im omogućuje klizanje duž drugih kristalnih ravnina i ispunjavanje prostora između njih, povećavajući gustoću leda. Tamo gdje se kristali dodiruju, povezuju se, istiskujući zrak između sebe na površinu ili u mjehuriće.
U ljetnim mjesecima metamorfoza kristala može se dogoditi brže zbog prodiranja vode između kristala. Do kraja ljeta, rezultat je firn.
Minimalna nadmorska visina koja se akumulira na ledenjaku naziva se granica firna, crta ili linija snijega.

## Vanjske poveznice
- Firn. Encyclopædia Britannica
- Fundamentals of Physical Geography. physicalgeography.net

- USGS Glossary of Selected Glacier and Related Terminology. ulcan.wr.usgs.gov. Inačica izvorne stranice arhivirana 3. veljače 2014. Pristupljeno 14. listopada 2020.